# Émergence
Émergence är debutalbumet av den kanadensiska sångaren Natasha St-Pier. Det gavs ut år 1996 och innehåller 11 låtar.

## Låtlista
| Nr  | Titel                    | Längd |
| --- | ------------------------ | ----- |
| 1.  | Sans le savoir           | 4:40  |
| 2.  | Il ne sait pas           | 4:07  |
| 3.  | Les magiciens            | 4:56  |
| 4.  | Pourquoi tu m'aimes      | 3:49  |
| 5.  | J'ai cru trouver l'amour | 3:10  |
| 6.  | Mou'tian                 | 4:03  |
| 7.  | Le parcours du cœur      | 4:09  |
| 8.  | Portés par la vague      | 4:20  |
| 9.  | Friends                  | 4:00  |
| 10. | Le monde à refaire       | 4:15  |
| 11. | Repose ton âme           | 4:54  |